# Pierre Duclou
Pierre Duclou est un peintre et graveur français né à Dugny le 14 juin 1957. Il vit à Dugny et travaille à Aubervilliers.

## Biographie
Pierre Duclou est né en 1957 à Dugny en Seine-Saint-Denis. Il dessine et peint depuis son plus jeune âge.  Autodidacte, il suit les cours de Jean-Marie Guyoton, peintre céramiste, avec qui il est resté en relation.
En 1976, il crée le collectif « Zone'art », groupe de musique rock et de peinture avec Alain Salevor, Pascal Mourier, tous peintres et musiciens.
En 1979, il abandonne le métier de tapissier qu'il exerçait depuis cinq ans et décide de se consacrer entièrement à son activité de peintre. Sa première exposition personnelle se tient la même année à Dugny avec Alain Salevor.
Depuis il expose régulièrement en France et à l’étranger. Il a participé à de nombreux salons et foires (Düsseldorf, Paris, New-York). Actuellement, il travaille avec les galeries : Béranger, Sassi-Milici, Sérignan, Synthèse, Younique et Pigments des toiles.
Ses éditeurs de gravures : Le Forum des Arts, Nicart Éditions, Sylvie Lescouzères et Antarès (Jacqueline Ezratty).

## Choix artistiques
À ses débuts, Pierre Duclou est influencé par le Surréalisme et l'Action Painting (la peinture gestuelle). Il fait très vite le choix d'une certaine voix de la peinture abstraite. Il travaille par accumulation. Il laisse s’exprimer la sensualité et la diversité des matériaux. L’aspect hétérogène et baroque de sa peinture se traduit par des confrontations et des alliances de matières, de couleurs, d’aspects : le non travaillé s’oppose à de grands à-plats très recherchés, plein de nuances. Dans un premier temps, l’usage des matières l’a amené à travailler dans des teintes sobres. Il cherchait à retrouver une sensibilité fine des couleurs : il privilégiait les « terres naturelles », les « ocres », et les « bleus ». Il tempérait les couleurs afin de conserver aux matériaux : leur expressivité, leur aspect brut et naturel. À partir des années 2000, sa palette évolue, et il travaille avec une gamme de couleurs de plus en plus riche et variée.

## La sensualité de la matière

### Toiles sur châssis et toiles libres
Il insère dans ses toiles sur châssis ou dans ses toiles libres (non tendues) de nombreux matériaux composites : toiles, pâtes à papier, gravures, rouille… Il a la volonté de faire coexister  des univers différents, de les lier les uns aux autres, de les installer en vue de construire l’harmonie du tableau : «  Il est vrai que les matériaux ont pour lui déjà en eux-mêmes une forte expressivité, […]. Les outils […] posent sur la toile au sol un univers paradoxal, aussi concret qu’abstrait puissant inscrit dans la contemporanéité…» (Macha Wittmer)
En 1990, il acquiert une grande presse et la gravure prendra une place de plus en plus importante dans son travail. La presse devient un outil essentiel qui lui permet d’expérimenter et de fusionner gravure et peinture. Il participe également à de nombreuses éditions de gravures.

### Livres-objets
Dès les années 1980, Pierre Duclou travaille sur les livres-objets. Ils sont pour lui des «  … Lieux de dialogue spécifiques, pertinents entre matière et couleur, correspondance audacieuse, entre confrontation et fusion des éléments plastiques qui prennent sens dans ces quelques signes offerts… » (Maryse Bordet-Maugars). Ses préoccupations artistiques s’incarnent dans le livre-objet : il mène une réflexion sur la mémoire et élabore toute une série d’œuvres sur le thème du totem.

### Œuvres sur papier
Dès 1981, Pierre Duclou fabrique sa pâte à papier et recycle toutes sortes de papiers. Le papier est un matériau qu’il traite sous toutes ses formes : il le réinsère dans ses toiles, l’emploie comme un support à part entière.
Les originaux sur papier sont travaillés en séries, à l’acrylique. Les petits formats carrés (30 cm × 30 cm aux formats raisin) lui permettent de travailler avec liberté et légèreté d’exécution.

### La gravure
En 1982, il rencontre Dominique Guérard et Pascale Coignard. Ils lui proposent une exposition à l'atelier Champagne à Golfe-Juan. Là, Pierre Duclou découvre la technique nouvelle de gravure inventée à la fin des années soixante par Henri Goetz qui l'appelle la gravure au carborundum et qui a été perfectionné par Goetz lui-même, et par James Coignard, Max Papart et Serge Hélénon. Depuis il s’approprie en toute liberté d’autres techniques de gravures (manière noire, etc.). Cette liberté donnée par la gravure « est adaptée à l’impatience des peintres… ».
En 1990, il acquiert une grande presse et la gravure prendra une place de plus en plus importante dans son travail. La presse devient un outil essentiel qui lui permet d’expérimenter et de fusionner son travail de graveur et de peintre. Il crée de nombreuses éditions de gravures.

### Livres et gravures
Pierre Duclou aime travailler avec des poètes et participe à l’illustration gravée de livres d’artistes :
- Voilà ce qui sera… ou Ez lesz avec le poète hongrois János Pilinszky en 1988.
- A deux pas sur des poèmes de Y. Jouan,
- Interface est gravé en collaboration avec deux autres artistes peintres et graveurs Jacqueline Ricard et Philippe Fabian, il se compose de quatre livres :  
  - Terre, poèmes de Guy Mathieu, printemps 1993,
  - L’eau, poèmes d’Arlette Fétat, été 1993,
  - Feu, poèmes d’ADA, automne 1993,
  - Air, poèmes Pierre Aronéanu, hiver1993.
- Titres de Jeunesse, avec des poèmes de Guy Mathieu, préface Hubert Haddad, Galerie L’art et la paix, 1995.

### Sculptures
Depuis peu, il explore la sculpture qu’elle soit de crin, de bronze ou de céramique.

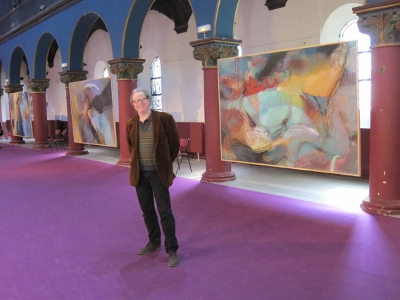
Pierre Duclou lors de son exposition à l'Espace Saint-Sauveur de l'Hôpital Corentin Celton, Issy-les-Moulineaux, 1er avril 2012.